# Tibiocillaria lunifera
Tibiocillaria lunifera là một loài bướm đêm trong họ Noctuidae.